# Soteriscus disimilis
Soteriscus disimilis là một loài chân đều trong họ Porcellionidae. Loài này được Rodríguez Santana miêu tả khoa học năm 1990.